# Rubins J. Spaans
Rubins Johannes Spaans (Scheveningen, 18 februari 1966) is een Nederlandse kunstschilder.

## Leven en werk
Rubins Johannes Spaans groeide op in Scheveningen als zoon van een visser. Hij studeerde rechten aan de Universiteit van Leiden (1985-1995). In 1990 verhuisde hij naar Barcelona en werd daar straatschilder (1990-2001). Terug in Nederland volgde hij meerdere atelierstudies en is deelnemer aan de Vrije Academie in Den Haag. Hij bekwaamde zich in de traditionele schilderstechnieken. Sinds 2012 geeft hij les aan de academie Atelier des Artes in Den Haag.
Over de periode 2011 tot 2018 heeft Spaans onderzoek gedaan naar de 15 manieren waarop kleur wordt veroorzaakt. Deze oorzaken heeft hij in deze periode weergegeven in installaties en kunstwerken. De meeste van deze werken zijn tentoongesteld geweest, waaronder in het Gemeentemuseum Den Haag.
De laatste twee jaar van dit onderzoek werkte hij samen met professor Chunlei Guo, wetenschapper aan het Institute of Optics aan de University of Rochester (NY) aan het optimaliseren van een veelbelovende nieuwe kleurtechniek: het maken van de meest pure kijkhoek-onafhankelijke structurele kleuren met een femtosecondelaser. De techniek is een uitvinding van Guo (2006-2008).
In mei 2018 presenteren Spaans en Guo de eerste twee kunstwerken ooit gemaakt met kijkhoek-onafhankelijke structurele kleuren. De kleuren zijn niet iriserend en blijven dus hetzelfde vanuit elke kijkhoek.
Met de femtoseconde-lasertechniek maken zij kleuren zonder kleurstoffen of pigmenten. Ultrakorte en enorm intense laserpulsen (elke puls slechts gedurende 1 zestigmiljoenste van een miljardste seconde en met een kracht van alle Noord-Amerikaanse elektriciteitscentrales samen) smelten en verdampen atomen aan de oppervlakte van het materiaal. Deze atomen hervormen zich vervolgens in minuscule nanostructuren. De grootte van de structuren en hun onderlinge afstand bepalen de kleur die wordt gereflecteerd. De kleur maakt dus intrinsiek onderdeel uit van het materiaal.

Naast het kleuronderzoek ontwikkelt Spaans zijn eigen opmerkelijke en uitgesproken beeldtaal, zijn unieke gelaagde toepassing van verf in zijn rudimentaire en spontane benadering van de traditionele Europese  schilderkunst. Zijn werken zijn herinterpretaties van schilderijen van oude meesters en Europese schilders uit de 19e en 20e eeuw en hun schildertechnieken. 

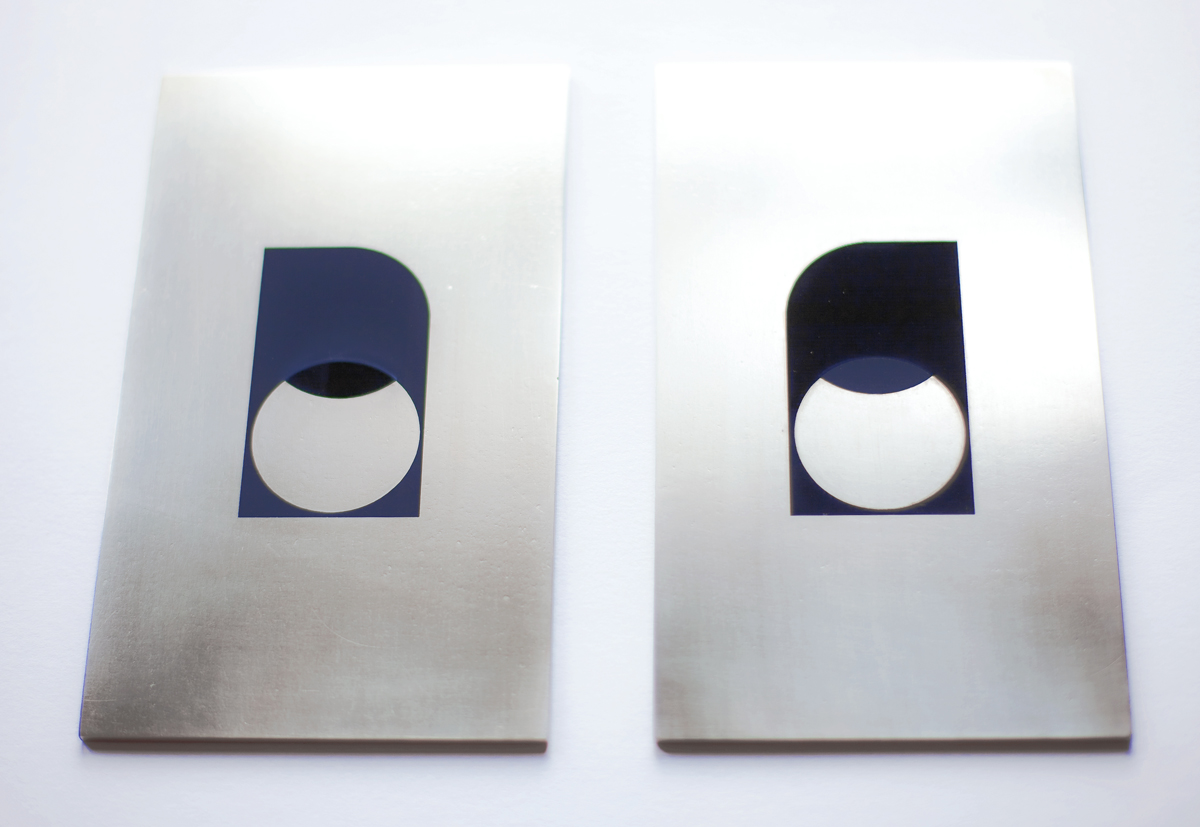
Rubins J. Spaans, first artworks ever with angle-independent structural colors (2018)

## Werk in openbare ruimte
- Colours of time (2016), Leischendam[1]